# (31639) Bodoni
Pour les articles homonymes, voir Bodoni (homonymie).
(31639) Bodoni est un astéroïde de la ceinture principale.

## Description
(31639) Bodoni est un astéroïde de la ceinture principale. Il fut découvert le 6 avril 1999 à Socorro (Nouveau-Mexique) par le projet LINEAR. Il présente une orbite caractérisée par un demi-grand axe de 2,33 UA, une excentricité de 0,11 et une inclinaison de 4,0° par rapport à l'écliptique.

## Compléments